# Amalachaur
Amalachaur (en népalais : अमलाचौर) est un comité de développement villageois du Népal situé dans le district de Baglung. Au recensement de 2011, il comptait 4 587 habitants.